# پارتیدو د لا سیرا ان تبالینا
پارتیدو د لا سیرا ان تبالینا (به اسپانیایی: Partido de la Sierra en Tobalina) یک شهرستان در اسپانیا است.